# Sam Fender
Samuel Thomas Fender, känd som Sam Fender, född 25 april 1994 i North Shields, Storbritannien, är en brittisk singer-songwriter. Fender är känd för sin Geordie-dialekt och distinkta låtskrivarstil.
Fender släppte sitt debutalbum Hypersonic Missiles den 13 september 2019. I dagsläget har han släppt tre studioalbum, varav det senaste; People Watching, släpptes den 21 februari 2025.

## Diskografi[4]

### Studioalbum
| År   | Titel                 |
| ---- | --------------------- |
| 2019 | Hypersonic Missiles   |
| 2021 | Seventeen Going Under |
| 2025 | People Watching       |

### EP
| År   | Titel           |
| ---- | --------------- |
| 2018 | Dead Boys       |
| 2018 | Spotify Singles |

### Singlar
| År   | Titel                                               | Album                         |
| ---- | --------------------------------------------------- | ----------------------------- |
| 2017 | Play God                                            | Hypersonic Missiles           |
| 2017 | Greasy Spoon                                        | inget album                   |
| 2017 | Millenial                                           | inget album                   |
| 2017 | Start Again                                         | inget album                   |
| 2018 | Friday Fighting                                     | inget album                   |
| 2018 | Leave Fast                                          | Dead Boys Hypersonic Missiles |
| 2018 | Dead Boys                                           | Dead Boys Hypersonic Missiles |
| 2018 | That Sound                                          | Dead Boys Hypersonic Missiles |
| 2019 | Hypersonic Missiles                                 | Hypersonic Missiles           |
| 2019 | Will We Talk?                                       | Hypersonic Missiles           |
| 2019 | The Borders                                         | Hypersonic Missiles           |
| 2019 | All Is On My Side                                   | inget album                   |
| 2020 | Hold Out                                            | inget album                   |
| 2020 | Winter Song                                         | inget album                   |
| 2021 | Seventeen Going Under                               | Seventeen Going Under         |
| 2021 | Get You Down                                        | Seventeen Going Under         |
| 2021 | Spit of You                                         | Seventeen Going Under         |
| 2021 | Long Way Off                                        | Seventeen Going Under         |
| 2021 | The Dying Light                                     | Seventeen Going Under         |
| 2022 | Getting Started                                     | Seventeen Going Under         |
| 2022 | Alright                                             | Seventeen Going Under         |
| 2022 | Wild Grey Ocean                                     | Seventeen Going Under         |
| 2024 | Homesick (Noah Kahan feat. Sam Fender)              | Stick Season (Forever)        |
| 2024 | People Watching                                     | People Watching               |
| 2024 | Wild Long Lie                                       | People Watching               |
| 2025 | Arms Length                                         | People Watching               |
| 2025 | Remember My Name                                    | People Watching               |
| 2025 | Little Bit Closer                                   | People Watching               |
| 2025 | Tyrants                                             | Me and the Dog EP             |
| 2025 | Rein Me In (solo eller tillsammans med Olivia Dean) | People Watching               |